# 樹林地區
樹林地區為中華民國新北市樹林區的次分區之一，目前行政區域共劃分為8里、187鄰，人口數約為27758人，是樹林區市中心所在。地處新北市樹林區東南部，西側與北側以保安街一段（縣道116號）及大安路與潭底地區為界，西南以中山路二段（縣道114號）與山佳（山仔腳）地區相接，南以縱貫鐵路與彭福（彭厝莊）地區相隔，東側緊鄰板橋區溪洲次分區六里（崑崙里、成和里、溪北里、堂春里、溪洲里、溪福里，共約四萬多人）因地緣關係與樹林地區居民生活較為密切。配合台灣鐵路樹林車站與計畫中的台北捷運萬大樹林線LG17車站的設立，勢必會使本地的發展更為迅速。

## 歷史
樹林區與樹林地區舊稱為「風櫃店」，始記載於清朝《淡水廳志》，其名由今樹東里博愛街樹德宮旁幾家打鐵店而得名。後來西元1751年（清乾隆16年），有墾戶台南府城漢人張方大（字士箱）、彰化縣人吳洛（字夢花）和馬紹文三人合夥來海山地區（板橋區、樹林區、新莊區、土城區、三峽區、鶯歌區）開墾，由洪克篤管理，張沛世幫辦。懇號為「張吳文」，日後分股為「張必榮」及「吳際盛」。張必榮墾號，原名「張廣惠」，在西元1758年（清乾隆23年）馬紹文退股之後，分得彭福庄及山仔腳庄的開墾權。吳際盛懇號，在西元1758年（乾隆23年）馬紹文退股之後，則分得潭底庄、三角埔庄及石頭溪庄的開墾權，張方大先生、吳洛先生和馬紹文先生成為開墾海山地區的主力。當時大嵙崁溪（今大漢溪）氾濫成災，三人遂沿著河岸高埠處廣植林木，漸成樹林，此為樹林區地名之由來；另一說法則是大嵙崁溪在清乾隆年間洪水氾濫，水患漸退，土地林木漸生廣布，旅途中的商人在此休息見林木蒼鬱便以「樹林」稱呼此地。
樹林區最早於明朝鄭成功來台後始漸開發，清朝時期樹林區共分為十四庄，樹林地區隸屬於當時的彭福庄管轄。

## 地理
樹林地區因位於新北市樹林區中部，鐵路兩側有狹長的平地，清代時曾有部分為淹水沼澤地，後來日治時期才建造排水設施，闢為耕地；因此樹林地區成為樹林區主要農業區及聚落分布地點。隨著交通技術的進步，日治時期開始興建台灣環島鐵路，導致樹林地區中部有縱貫鐵路貫穿，由東北直下西南，長久以來一直對樹林區的交通造成阻礙，不過也因此造成前站與後站迥然不同的生活風貌。因為鐵路阻隔，使樹林地區和其他次分區，對於本區發展相當不利，目前已有鐵路地下化的計劃。

## 小地名
- 舊街：樹林區最早開發的地方之一，為樹林火車站出口（前火車站－鎮前街出口），樹林區的行政機關，如：樹林區公所、樹林區農會皆分布於此。此外，舊街也是樹林夜市所在地。

## 行政區劃
前火車站（二里）：樹北里、樹東里。
後火車站（六里）：育英里、樹西里、樹南里、樹福里、樹德里、樹興里。

## 交通

### 鐵路
- 台灣鐵路縱貫線
  - 樹林車站－一等站，是台灣鐵路東部幹線列車的始發站之一，鐵路時刻表中常見到樹林站的名字，更是樹林區對外聯繫的重要設施，對樹林的交通發展扮演了重要的角色。

### 捷運
西元2010年2月12日，行政院核定台北捷運萬大－中和－樹林線規劃報告書暨周邊土地發展計畫案。全案分為二期興建：第一期興建路段為中正紀念堂站至土城機廠，長約八.四公里，設置八座車站；預計西元2025年底完成；第二期興建路段為土城機廠至新莊迴龍站，長約十三.三公里，擬設置十一座車站，預計2028年底完成。

### 預計時程
2025年：第一期工程中正紀念堂－中和高中通車。
台北捷運萬大樹林線計畫期程：2028年 : 
樹林站LG17         潭底里保安街大安路口。

### 公路
- 新北市特二號快速道路（興建中）土城交流道 - 城林橋 - 五股交流道
- 縣道107號：五股區 - 泰山區 - 新莊區 - 樹林區
- 縣道114號：板橋區 - 樹林區 - 鶯歌區
- 縣道116號：新莊區 - 樹林區 -板橋區

### 主要道路
- 中山路一至三段 - 縣道114號 - 樹林地區的南北向道路，為樹林後火車站出口，樹林區主要金融機構、書店、速食店等皆分布於此。
- 保安街一段 - 樹林地區的南北向道路，南接大觀路三段與浮洲橋通往板橋區、土城區。地標有地方信仰中心濟安宮。
- 鎮前街 - 樹林地區的南北向道路，為樹林火車站出口，北接樹新路往新莊區，南往彭福、山佳地區。地標有樹林火車站、樹林區公所、樹林區農會、樹林鎮前街郵局。

- 博愛街與博愛一街 - 樹林地區與鎮前街平行的道路，樹林夜市－樹林區最熱鬧的商圈即位於此。

### 公車
- 三重客運（5條路線）

|                                                                            |                              |
| - - 639正線（樹林－北門） - 639副線（樹林－北門） - 1208（樹林－長庚醫院） | - - 藍38（樹林－捷運板橋站） |

- 台北客運（15條路線）
  - 701（迴龍－樹林－台北）
  - 702（三峽－樹林－台北）
  - 藍44（樹林－捷運永寧站）

- 首都客運（2條路線）
  - 802（三峽－捷運新埔站）
  - 1575（三峽－樹林－圓環）
- 指南客運（5條路線）
  - 1509正線（樹林－捷運西門站）
  - 1509副線（樹林－捷運西門站）
  - 1510正線（樹林－淡海）
  - 1510副線（樹林－淡海）
- 三峽區恩主公醫院接駁車

## 教育

### 國民小學
- 新北市樹林區樹林國民小學

## 觀光旅遊

### 重要廟宇
- 濟安宮

西元1788年(清乾隆五十三年)，福建省泉州府同安縣移民於樹林區潭底興建此廟（今日潭底公園附近），祭祀同安鄉土神保生大帝，在大正十二年（西元1923年）遷廟於現址，西元1966年（民國55年）再一次進行修建，前後共歷經三次修建。因為保生大帝俗稱「大道公」，因此樹林濟安宮也被稱為樹林大道公廟。不分省籍，不論祖籍，今日的濟安宮已成為樹林區區民的信仰中心，同時也是重要活動的舉辦地點，每年農曆三月十五日保生大帝生日的廟會活動，更是樹林區一年一次的重要大事。
- 鎮安宮

建廟於樹林區彭厝地區，主祀｢邢府王爺｣，是全國供奉邢府王爺最大的廟宇，亦是台灣邢府王爺開基的祖廟。每年農曆八月廿三日為王爺神聖誕，皆會舉行廟會活動，更於每三年舉行「登刀梯、下釘梯」大型活動。廟方說相傳開基王爺神像已有400多年歷史，早年鄭成功來台時，張姓人士將邢府王爺及隨侍印童、劍童奉祀來台，由樹林區彭厝地區一帶居民輪流供奉在家，1975年孟秋由信徒集資建廟。而新北市政府文化局請專家學者鑑定「邢府王爺」的雕刻風格、型制古樸及鎏金特色，最特殊的是神像與木椅分開雕刻、組合，平時以紅線纏住以免脫離，是清朝時先民渡海來台便於攜帶的製法，確認是清朝作品，並登錄為新北市「生活儀禮器物類」一級古物及行政院文化建設委員會｢文化資產｣。「邢府王爺」也是目前全國唯一官方認證的神像古物。
- 鎮南宮

- 慈聖宮

### 歷史古蹟
- 樹德宮
- 石馬（樹林國小內）

### 民俗節慶
- 樹林之美  新春嘉年華燈會

### 休憩
- 樹林夜市

## 生活資訊

### 連鎖速食餐廳
| 營業據點                  | 地址                                    | 電話            |
| 吉野家樹林店              | 238新北市樹林區樹福里中山路一段115號之4 | （02）2681-8488 |
| 三商巧福樹林店            | 238新北市樹林區樹福里中山路一段90號     | （02）2686-8445 |
| 麥當勞樹林中山店          | 238新北市樹林區樹福里中山路一段101號    | （02）2675-6311 |
| 肯德基樹林中山店          | 238新北市樹林區樹福里中山路一段67號     | （02）2684-1331 |
| 摩斯漢堡樹林店            | 238新北市樹林區樹福里中山路一段102號    | （02）2684-5428 |
| 拿坡里披薩樹林店          | 238新北市樹林區樹福里中山路一段48號     | （02）2675-8448 |
| 達美樂披薩樹林店          | 238新北市樹林區樹福里中山路一段12號     | （02）2687-9588 |
| PIZZA HUT必勝客樹林中山店 | 238新北市樹林區樹福里中山路一段112號    | （02）2683-6789 |

### 連鎖賣場
| 營業據點               | 地址                                | 電話            |
| 全聯福利中心樹林中山店 | 238新北市樹林區樹福里中山路一段31號 | （02）8675-4228 |
| 松青超市樹林店         | 238新北市樹林區樹德里樹德街35號     | （02）2681-1309 |
| 頂好樹林二店           | 238新北市樹林區樹西里復興路198號    | （02）2675-4662 |
| 美廉社樹林文化店       | 238新北市樹林區樹南里文化街19號     | （02）8687-2801 |

### 公園綠地
|                |  |
| - 長壽親子公園 |  |

## 外部連結
- 新北市樹林區公所